# Prümski sporazum
Prümski sporazum, sklenjen 19. septembra 855, je bila drugi v nizu sporazumov o delitvi frankovskega Karolinškega cesarstva. Cesar Lotar I. je s tem sporazumom razdelil svoje Srednje frankovsko kraljestvo med  med svoje tri sinove.

## Ozadje
Po letu 830 so se Lotar I. in njegova brata Pipin I. Akvitanski (umrl 838) ter Ludvik Nemški večkrat vojskovali s svojim očetom, cesarjem Ludvikom Pobožnim. S cesarjevo smrtjo leta 840 se je začel boj za njegovo dediščino med njegovimi tremi preživelimi sinovi Lotarjem I., Ludvikom Nemškim in Karlom Plešastim, Ludvikovim sinom iz drugega zakona. Lotar, najstarejši sin in od leta 817 sovladar pokojnega svetega rimskega cesarja, je zahteval vrhovno oblast, vendar so ga bratje zavrnili in  nato porazili v bitki pri Fontenoyu leta 841.
Cesar Lotar je moral nazadnje popustiti premoči Ludvika Nemškega in Karla Plešastega, ki sta svoje zavezništvo potrdila s prisego v Strasbourgu. Boj se je končal s podpisom Verdunskega sporazuma avgusta 843. Skladno s sporazumom je bilo cesarstvo pokojnega Ludvika Pobožnega (Frankovska) uradno razdeljeno med njegove tri preživele sinove: Ludvik Nemški je prejel dežele vzhodno od rek Ren in Aare (Vzhodna Frankovska), Karel Plešasti ozemlja zahodno od Šelde, Meuse, Saone in Rone (Zahodna Frankovska), medtem ko je Lotar obdržal vmesna ozemlja od Frizije do Italije, vključno z mestoma Aachen in Rim (Srednja Frankovska ali Lotharii Regnum – Lotarjevo kraljestvo) in naslov cesarja Svetega rimskega cesarstva.
Četudi so karolinški vladarji poudarjali zamisel o enovitem imperiju, se je postopen razpad imperija z delnim dedovanjem nadaljeval. Predvsem Lotarjevo  Srednje frankovsko kraljestvo je imelo dolge in ranljive meje in slabe notranje komunikacije. Opustošena tako zaradi vikinških napadov na severu kot muslimanskih vpadov na jugu njegova država ni bila uspešna in bila kmalu razdrobljena.

## Določbe
Resno bolni cesar Lotar I. je 19. septembra 855 na svojem posestvu v Schüllerju (Sconilare)  razdelil Lotharii Regnum med svoje sinove:
     Ludvik II. († 875), najstarejši sin, je dobil cesarsko krono in Kraljevino Italijo, ki je takrat obsegala samo severno polovico Apeninskega polotoka. 
     Lotar II. († 869) je dobil Frizijo in dele Avstrazije, ki so ostali očetu po Verdunskem sporazumu; obsegali so tisti del Rimskega cesarstva, ki je bil naseljen s Franki, in prestolnico Aachen. Ozemlje je po Lotarju kasneje postalo znano kot Lotaringija. Bilo je najbolj kratkoživo od treh nasledstvenih kraljestev.  Približno sto let kasneje sta ga nasledili Spodnja in Gornja Lorena.
     Karel († 863), najmlajši od treh sinov, je postal kralj Provanse in dobil večji del bivšega frankovskega kraljestva Burgundija, razen ozemlja zahodno od Saone, ki je pripadlo Zahodni Frankovski in je kasneje postalo francoska vojvodina Burgundija.
Lotar I. je odstopil in se umaknil v Prümsko opatijo v pogorju Eifel, kjer je deset dni kasneje umrl.

## Zapuščina
Po smrti Karla Provansalskega leta 863 in Lotarja II. leta 869 sta bili Burgundija in Lotaringija z Meerssenskim sporazumom leta 870 razdeljeni med Vzhodno Frankovsko, Zahodno Frankovsko in Kraljevino Italijo. Učinki Prümske pogodbe so dokončno izginili, ko je leta 951 nemški kralj Oton I. v obdobju političnih nemirov vdrl v Italijo in jo osvojil ter se poročil z nekdanjo kraljico Adelajdo. Dobil je železno krono Lombardije in bil leta 962 končno okronan za kralja Italije in cesarja Svetega rimskega cesarstva.
Prümski sporazum velja za enega zadnjih pomembnih sporazumov, s katerim je bilo dedovanje vzrok za decentralizacijo države. Kasneje je v Evropi to postal fevdalizem.

## Vir
- Deanesly, Margaret. A History of Early Medieval Europe. Taylor & Francis, 1963.